# مهدی منجره
مهدی منجره (عربی: مهدي المنجرة؛ زاده: ۱۳ مارس ۱۹۳۳ -درگذشته: ۱۳ ژوئن ۲۰۱۴) یک اقتصاددان و جامعه‌شناس مراکشی است که متخصص در مطالعات پژوهشی است. او یکی از بزرگترین محققان عربی و بین‌المللی در مسائل سیاسی، روابط بین‌المللی و مطالعات پژوهشی محسوب می‌شود که به عنوان مشاور برای اولین بار در هیئت دائمی مراکش در سازمان ملل متحد در سال‌های ۱۹۵۸ و ۱۹۵۹ مشغول بکار شد، وی علاوه بر این در سال ۱۹۷۰ به عنوان مدرس دانشگاه و پژوهشگر در دانشگاه مرکز مطالعات لندن بود و برای تدریس در چندین دانشگاه بین‌المللی (فرانسه، انگلستان، هلند، ایتالیا و ژاپن) انتخاب شد و چندین موقعیت رهبری‌کننده را در یونسکو (۱۹۶۱–۱۹۷۹) عهده‌دار شد. وی مدتی کارشناس ویژه سازمان ملل متحد در سال جهانی معلولین (۱۹۸۰–۱۹۸۱) بود و علاوه بر این مسئولیت‌های مختلف دیگری در آکادمی پادشاهی مراکش و کمیته توسعه برنامه‌های آموزشی در چند کشور اروپایی را برعهده داشت.

## زندگی‌نامه

### تولد
مهدی در سال ۱۹۳۳ در محله «مراسا» واقع در خارج از دیوار شهرستان باستانی رباط، در یک خانواده که ریشه آن به سعدیین برمی‌گشت متولد شد، پدر مهدی، محمد المنجره، یکی از تجار مراکش بود، که مسافرت یکی از مسئولیت‌های وی بود. او علاقه‌مند به علوم آینده بود و در سال ۱۹۲۴ اولین باشگاه هواپیمایی را تأسیس نمود. به گفته مهدی المنجهره، او پنج میلیون کیلومتر را در هواپیما پرواز کرد و گفت «در این کار، من بیشترین عمر زندگی‌ام را صرف کرده‌ام.»
در سال ۱۹۴۱ مهدی وارد لیسی گورو شد تا تحصیلات ابتدایی خود را ادامه دهد. او با استعمار فرانسه مخالف بود ولی تحصیلات او به دلیل درگیری با مقامات فرانسوی متوقف نشد. در یکی از تعطیلات تابستانی در شهر افران، در حالی که او در حال شنا کردن در استخر بود متوجه سگی که متعلق به یکی از استعمارگران فرانسوی شد که آب از استخر می‌نوشید، مهدی به وی اعتراض می‌کند که باعث برخورد لفظی وی با یک پلیس که از آن فرد استعمارگر دفاع می‌کرد شد و نهایتاً منجر به بازداشت مهدی به مدت ۱۰ روز گردید. این حادثه روی او تأثیر زیادی گذاشت و مسیر فکری و اندیشه وی را دگرگون ساخت.
خانواده وی به دلیل جابجایی‌های زیادی که پدرشان بین رباط و دارالبیضاء داشت پس از شروع جنگ جهانی دوم تصمیم به مهاجرت به کازابلانکا گرفته و در آن ساکن شدند.

### تحصیلات عالی
او تحصیلات ثانویه خودش را در کازابلانکا از سال ۱۹۴۴ تا سال ۱۹۴۸ گذراند و مدرک دیپلم دریافت کرد، پدرش او را برای ادامه تحصیل به آمریکا فرستاد. سپس به دانشگاه کرنل پیوست و در رشته زیست‌شناسی و شیمی تدریس کرد؛ ولی تمایلات سیاسی و اجتماعی او را بین مطالعات علمی از یک سو، و علوم اجتماعی و سیاسی از طرف دیگر در بین دوراهی قرار داده بود. وی در آمریکا با فعالیت‌های ملی و وطنی آشنا شد که منجر به فعالیت با دفتر الجزایر و مراکش در سازمان ملل و ریاست انجمن دانشجویان عرب مشغول شد. خدمت سربازی اجباری را رد کرد و حاضر به شرکت در جنگ کره نشد مجبور به ترک آمریکا و رفتن به لندن در سال ۱۹۵۴ برای ادامه تحصیل کارشناسی ارشد در دانشکده اقتصاد لندن گردید، جایی که او پایان‌نامه خود را برای دکترا در موضوع اتحادیه عرب، زیرساخت‌ها و چالش کسب نمود. او در سال ۱۹۵۷ به مراکش بازگشت و به عنوان اولین مدرس مراکش در دانشکده حقوق در دانشگاه محمد پنجم شروع به تدریس نمود، و از طرف دولت مراکش توسط پادشاه محمد پنجم به او پیشنهاد وزارت مالیه در دولت مراکش شد، اما او آن را نپذیرفت.

## فعالیت بین‌المللی
در سال ۱۹۶۲، رونی ماهو مدیر کل یونسکو، او را به عنوان مدیر کل دفتر خودش منصوب نمود. در سال ۱۹۷۰، در دانشکده علوم اقتصادی در لندن به عنوان سخنران و محقق در مطالعات بین‌المللی کار کرد و در سال‌های ۱۹۷۵ و ۱۹۷۶، به عنوان مشاور ویژه‌ای برای مدیر کل یونسکو خدمت کرد. او در سال ۱۹۸۱ به عنوان رئیس مجمع جهانی مطالعات آینده معرفی شد. او همچنین به عنوان هماهنگ‌کننده کنفرانس همکاری فنی میان کشورهای آفریقایی در سال‌های (۱۹۷۹–۱۹۸۰) مشغول بکار بود و مسئولیت‌های مهم دیگری را در مؤسسات بین‌المللی عهده‌دار شد.

## افکار
از دلایل اصلی مخالفت او با نخبگان حاکم در مراکش که اکثریت آن‌ها از فارغ التحصیلان مدارس فرانسوی زبان بودند نظرگاه وی راجع به استعمار بود که در نوشته‌های وی که بیانگر افکار جدید او بود دیده می‌شد؛ زیرا وی معتقد به یک دیدگاه مبتنی بر عدالت، انصاف و کرامت همه مرمان و جوامع بود.

## تألیفات
مهدی منجره تألیفاتی در مسائل سیاسی، اجتماعی، اقتصادی و فکری داشت و به موضوعات حقوقی، ارزش‌ها، استراتژی، توسعه و عقب ماندگی توجه زیادی داشت. او به زبان عربی، فرانسوی، انگلیسی و ژاپنی تسلط داشت و بیش از ۵۰۰ مقاله در علوم اقتصادی، جامعه‌شناسی و علوم انسانی دارد. مهم‌ترین کتاب‌های او عبارتند از:
- از گهواره تا گور چاپ اول، قاهره، ۱۹۸۱
- اولین جنگ داخلی. انتشارات العیون، رباط، ۱۹۹۱[۵]

## جوایز
مهدی منجره تعدادی جوایز و مدال کسب کرد، از جمله:
- جایزه ادبیات فرانسه در دانشگاه کرنل (۱۹۵۳).
- مدال استقلال در اردن (۱۹۶۰)
- جایزه نقره ای بزرگ آکادمی معماری پاریس (۱۹۸۴).
- جایزه صلح ۱۹۹۰ مؤسسه بین‌المللی آلبرت انیشتین.